# Livron-sur-Drôme
 Livron-sur-Drôme  es una población y comuna francesa, en la región de Ródano-Alpes, departamento de Drôme, en el distrito de Valence y cantón de Loriol-sur-Drôme.

## Demografía
| 5288 | 5616 | 5674 | 6822 | 7294 | 7759 |
| Para los censos de 1962 a 1999 la población legal corresponde a la población sin duplicidades (Fuente: INSEE [Consultar]) |      |      |      |      |      |